# كأس أنغولا 2017
كأس أنغولا 2017 هو موسم من كأس أنغولا. كان عدد الأندية المشاركة فيه 23، وفاز فيه بترو إتليتيكو.